# ネオンと虎
『ネオンと虎』（ネオンととら）は、2018年4月4日にワーナーミュージック・ジャパン内のレーベルAtlantic Japanよりリリースされたパスピエのメジャー3枚目、通算6枚目のミニアルバム。

## 概要
通常盤と初回限定盤、ファンクラブ限定で初回限定盤とオリジナルTシャツがセットのP.S.P.E盤（BOX仕様）が発売。初回限定盤とP.S.P.E盤にはオリジナルマルシェバッグが付属。
アルバムタイトルおよび同楽曲名は熱帯魚のネオンテトラに由来。
「Matinée」には成田の大学時代の友人である伊藤亜美が参加している。

## 収録曲
| 全作詞: 大胡田なつき、全作曲: 成田ハネダ、全編曲: パスピエ。 |                  |              |            |      |
| #                                                            | タイトル         | 作詞         | 作曲・編曲 | 時間 |
| 1.                                                           | 「ネオンと虎」   | 大胡田なつき | 成田ハネダ | 3:11 |
| 2.                                                           | 「マッカメッカ」 | 大胡田なつき | 成田ハネダ | 4:30 |
| 3.                                                           | 「Matinée」      | 大胡田なつき | 成田ハネダ | 3:54 |
| 4.                                                           | 「かくれんぼ」   | 大胡田なつき | 成田ハネダ | 4:55 |
| 5.                                                           | 「トビウオ」     | 大胡田なつき | 成田ハネダ | 4:07 |
| 6.                                                           | 「オレンジ」     | 大胡田なつき | 成田ハネダ | 5:01 |
| 7.                                                           | 「恐るべき真実」 | 大胡田なつき | 成田ハネダ | 4:42 |
| 合計時間:                                                    | 合計時間:        | 30:20        |            |      |

## クレジット
- 大胡田なつき：ボーカル
- 成田ハネダ：キーボード
- 三澤勝洸：ギター
- 露崎義邦：ベース
- 佐藤謙介：ドラムス
- 伊藤亜美：ヴァイオリン（#3）